# Living the Blues
Living the Blues – piosenka skomponowana przez Boba Dylana, nagrana przez niego na dwóch sesjach w kwietniu 1969 r. i wydana na albumie Self Portrait w czerwcu 1970 r.

## Historia i charakter utworu
Utwór ten został nagrany na pierwszej i drugiej sesji do albumu 24 i 26 kwietnia 1969 r. Plonem tych sesji były także: I Forgot More Than You’ll Ever Know, Spanish Is the Loving Tongue, Take Me as I Am (or Let Me Go), A Fool Such as I, Let It Be Me i Running. Jest to także jeden z niewielu utworów albumu, które nie uległy zmianom podczas sesji overdubbingowych w marcu i kwietniu 1970 r.
Utwór ten wykazuje stylowe podobieństwa do wykonawczej maniery Jerry’ego Lee Lewisa. Dylan komponując tego bluesa posłużył się zapewne nagraniem Lewisa z 1957 r. dla firmy Sun Records – I’m Feeling Sorry. Wzorem mógł być także utwór Guya Mitchella – Singing the Blues.
Living the Blues wraz z Minstrel Boy były jedynymi nowymi piosenkami Dylana, które znalazły się na Self Portrait. Living the Blues został najpewniej skomponowany w okresie nagrywania albumu Nashville Skyline, o czym świadczyłoby jego wykonanie w TV programie Johnny’ego Casha Johnny Cash Show w 1969 r.
Na tle innych nagrań albumu, wykonanie tej piosenki wyróżnia się raczej pozytywnie.

## Muzycy
Sesja 1 i 2
- Bob Dylan – gitara, harmonijka, wokal, pianino
- Norman Blake – gitara
- Fred Carter, Jr. – gitara
- Pete Drake – Elektryczna gitara hawajska
- Bob Moore – gitara basowa
- Bill Pursell – pianino
- Kenneth Buttrey – perkusja

## Wykonania piosenki przez innych artystów
- Leon Redbone – Red to Blue (1987)
- The Nashville Bluegrass Band – American Beauty (1998)